# 세라 머독
세라 머독(영어: Sarah Murdoch, 1972년 5월 31일 ~ )은 영국에서 태어난 오스트레일리아의 모델, 배우이다.

## 출연
- 2003년 영화 헤드 오버 힐스 - 캔디 역
- 2009년 도전! 수퍼모델 호주 - 심사위원